# Tina Beattie

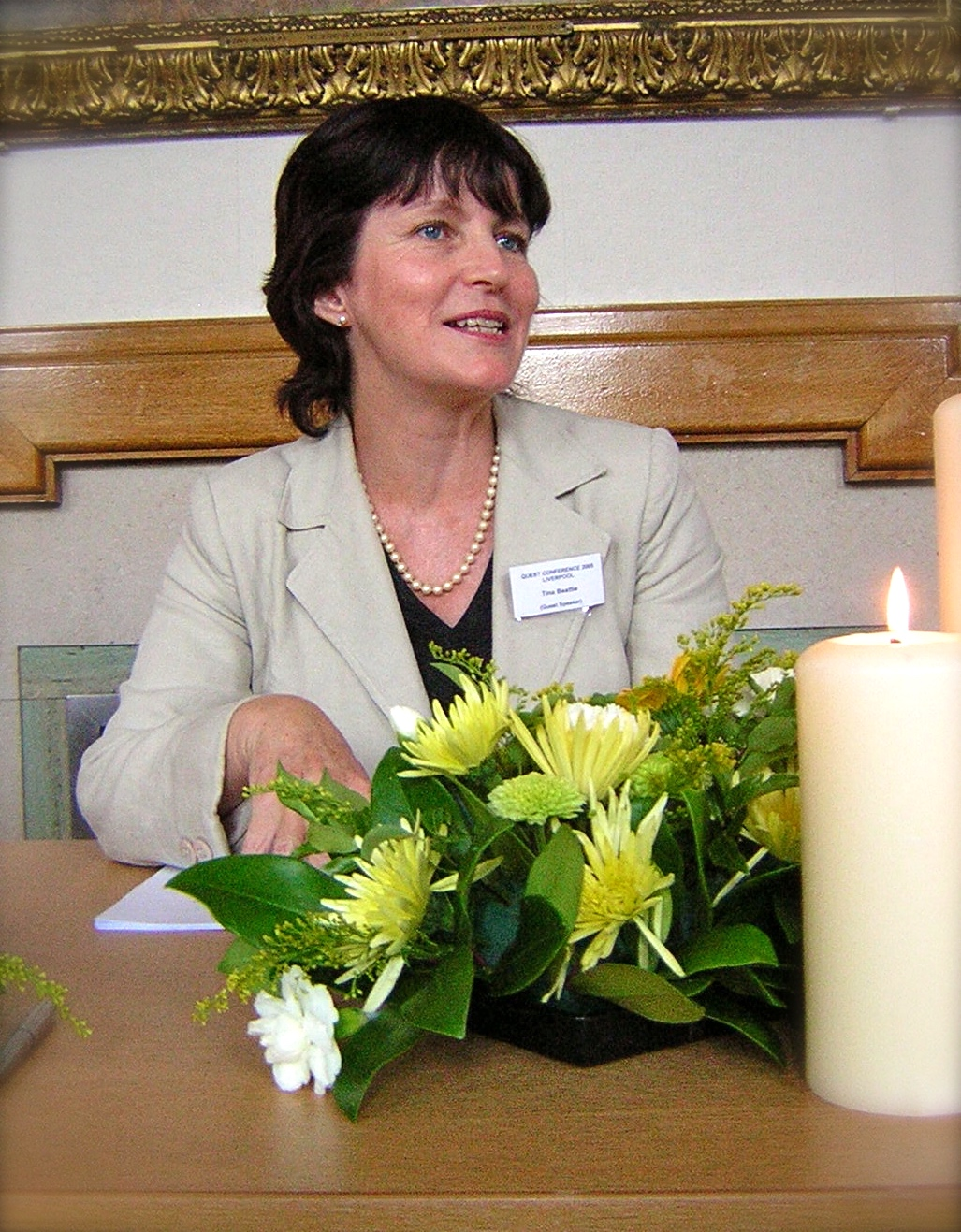
Tina Beattie, 2005

Tina Beattie (* 16. März 1955) ist eine britische römisch-katholische Theologin. Bis 2020 war sie Professorin für Katholische Theologie an der University of Roehampton. Seit ihrem Ruhestand ist sie dennoch Direktorin des Catherine of Siena College der Universität und schreibt nun fiktionale Werke. Ihre theologischen Werke sind besonders bedeutsam bei der allgemeinen katholischen Theologie, der psychoanalytische Theorie, der Sexualitätslehre, der marianischen Theologie und Frauenrechten. Sie setzt sich seit langem für eine stärkere Rolle der Frau in der katholischen Kirche ein.

## Leben
Beattie studierte römisch-katholische Theologie an der University of Bristol. Sie unterrichtet seit 2002 als Hochschullehrerin an der University of Roehampton in London.
Als Autorin schreibt sie in ihren theologischen Werken über das Naturrecht, Menschenrechte, Frauenrechte und Frauenordination, die Geschlechterdebatte sowie über die Debatte um die theologische Einordnung der Person Maria.
Beattie übt Kritik an der Verzögerung bei der Stärkung der Rolle der Frau. Dieses verlautbarte sie in einem Schreiben an der Sacred Heart University. Dieses folgte auf das Arbeitsschreiben der zweiten Weltsynode und nachdem das Glaubensdikasterium ein Schreiben zur Rolle der Frau ankündigte.

## Werke (Auswahl)
- The New Atheists: The Twilight of Reason and the War on Religion (London: Darton, Longman and Todd, Maryknoll NY: Orbis Books, 2007/ 2008)
- Queen of Heaven, in: Gerard Loughlin, Queer Theology: New Perspectives on Sex and Gender (Oxford: Basil Blackwell, 2007)
- New Catholic Feminism: Theology and Theory  (London and New York: Routledge, 2006)
- Woman, New Century Theology Series (London and New York: Continuum, 2003)
- God’s Mother, Eve’s Advocate: A Marian Narrative of Women’s Salvation (London and New York: Continuum, 2002)
- Eve’s Pilgrimage: A Woman’s Quest for the City of God (London: Burns & Oates; New York: Continuum, 2002)
- Nature, God and Gender after Postmodernity, (Oxford and New York: Oxford University Press)

- From Ethics to Eschatology: the Continuing Validity of the New Eve for Christian Doctrine and Discipleship, in: Rob McSwain, Theology, Aesthetics and Culture (Oxford: Oxford University Press)
- The Touch that Goes Beyond Touching: a reflection on the touching of Mary of Magdala in Theology and Art, in: Reimund Bieringer, Barbara Baert und Karlin Demasure, Noli me tangere: New interdisciplinary perspectives, Bibliotheca Ephemeridum Theologicarum Lovaniensium (Leuven, Paris, Dudly MA: Peeters)

## Mitgliedschaften (Auswahl)
- Ehemalige Präsidentin der Catholic Theological Association of Great Britain
- Member of the Society for the Study of Theology
- Member of European Theology Society
- Member of the American Academy of Religion
- Member of the Bioethics Subcommittee,
- National Board of Catholic Women